# ちゅーぶら!!
『ちゅーぶら!!』は、中田ゆみによる日本の漫画作品。双葉社の月刊漫画雑誌『コミックハイ!』2007年2月号から2011年5月号に連載されていた学園ストーリー漫画。テレビアニメが2010年1月から3月まで放送された。

## 概要
成績優秀だが下着にこだわりを持つ一風変わった中学1年生の主人公・葉山奈由が、周囲の人々に「正しい下着の選び方・着け方」を知ってもらうべく「下着同好会」活動に努力する学園漫画で、女性用下着についてのうんちく漫画としての側面もある。
主題が下着ゆえブラジャーやショーツが描かれるのはもちろん、登場人物の妄想の形で援助交際や百合（女性同士の同性愛）を連想させる場面などやや扇情的な表現が頻出する。一方で毎回のように女性用下着についての知識なども語られ、主に思春期における女性の適正な下着着用を訴えることを主眼とする漫画でもある。
タイトル由来は「中学生のブラジャー」の略であり、楽器のチューブラーベルとは無関係。

## あらすじ
私立桜南中学校にトップ入学した葉山奈由は入学式当日、転んだ拍子にクラスメートに派手なショーツを披露してしまう。そんな奈由の「援助交際疑惑」の真相を確かめようと彼女に接触した神宮寺弥子と白石遥は3人揃って階段から転げ落ちた際、まくれ上がったスカートから覗く自分たちのショーツに奈由が目を輝かせる姿を見てしまう。その場で遥にアドバイスさえした彼女は実は下着のこととなるとつい夢中になってしまう、ちょっと変わった女の子だった。
周囲の人々が誤った下着を着けていると思わず手を出してしまう奈由は、正しい下着について研究するクラブ「下着部」の設立を決意する。問題によって一度は挫折した奈由だったが遥、弥子、そして小町陽樹や教師の水野環らの協力を得て新たに「下着同好会」を設立する。この物語は下着の持つイメージゆえに偏見を持たれがちな主人公・奈由が、それぞれの身体に合った下着の重要性を問いつつ奮闘する物語である。

## 登場人物

### 下着同好会
葉山 奈由（はやま なゆ）
声 - 茅原実里
本作の主人公。1年A組のクラス委員。いわゆるツインテールの髪型で、眼鏡をかけている。入試をトップ合格したほど成績優秀だが、天然ボケでそそっかしい面もある。普段は圭吾の新作の手伝いで下着のモニターに協力していることが多い。また祖母の葉子や圭吾の影響か下着にとても強いこだわりを持ち、周囲の女性が適正でない下着を着けていると服の上からでもそれを見抜き、黙っていられず唐突に胸を掴んだりするので、しばしば百合などの誤解を受けている。また、何かにつけ他の女子生徒が着けている下着をチェックしてうっとりする癖がある。
小学6年生の頃に新作の黒いガーターを着けて登校したところあらぬ誤解を受けてしまいクラスメートに敬遠されていた。中学でも入学式の際、試着していた成人向けデザインの派手なショーツ（圭吾作）をクラスメートに見られてしまい「陰で援助交際をやっている」との誤解を一部に持たれてしまうが、それが縁で遥・弥子の2人の友人と知り合った。以来、彼女たちに適正な下着について助言などを行っていたがより多くの女子生徒に下着について知ってもらおうと考え遥が発案し弥子が提案した「下着部」を創設しようと決意する。下着に対して「いやらしい」「恥ずかしい」という固定観念を持つ周囲の誤解や偏見、時には心無い嘲笑にもめげず遥や弥子、陽樹や環の助力を得て下着同好会を創設、その活動に努力している。
彼女の両親は既に他界しており、現在は義兄の圭吾と暮らしている。葉子もまた圭吾同様に下着デザインに関わる仕事をしていた模様で、奈由が幼い頃にジュニア用にデザインされた“勝負下着”を授けている。
白石 遥（しらいし はるか）
声 - 矢作紗友里
お下げの髪型で関西弁を話すやや長身な女子生徒。おっとりしておとなしい性格だが怒るべきときには怒る芯の強さや、“下着好き”という奈由の一風変わった性格をも素直に受け容れる器の大きさを持っている。弥子とは入学前から友人で、何かと突っ走りがちな彼女のブレーキ役。中学1年生としては早熟で豊満な身体つきをしており、それゆえに年齢相応の下着では不適正だったため奈由から中学で初めて助言を受けた。
彼女が第二次性徴を迎えたのは小学3年生のときでそれ以来、成長するにつれて同年代の子よりも目立ち周囲から好奇の視線を集めたり痴漢被害を招いてしまう自分のバストにコンプレックスを抱えている。家はレストラン家で、3人の弟がいるいいお姉さんでもあるらしい。彼女は下着同好会の基礎となった「下着部」の発案者でもあり、同好会設立後は弥子と共に参加した。
自分のコンプレックスを解消してくれた奈由のことが気になりはじめている。
神宮寺 弥子（じんぐうじ やこ）
声 - 寿美菜子
剣道部所属。遥とは入学前からの友人。奈由らには、「やこちゃん」（ひらがな表記）と呼ばれている。髪の一部を髪飾りで2本の房にしており、驚いた際などにはその房が動物の耳のように立つことがある。実家は剣道道場で両親は共に師範（母は学校の先生でもある）、本人も少年剣道大会全国2位の実力を持つ他、運動全般に優れる。常に歴史小説らしき単行本を読んでおり、その影響か時代劇がかった男言葉を話す。
正義感が強いが暴走しがちで入学式で派手な下着を着用していた奈由に対して強い疑惑を抱き、その真相を暴こうとしたことが結果的に奈由と友達になる契機となった。遥と対照的に小柄でほとんど膨らみの無い胸に劣等感を持っており、ブラジャーを着用することに当初は抵抗を感じていた。折しも母親が買い与えたカップ付きブラジャーで失敗をしてしまい二度と着用しないとまで言い放ったが、彼女に合うカップ無しのブラジャーを手作りした奈由や遥の説得により現在は抵抗感無く着用しているらしい。手芸部では下着製作が出来ないことに落ち込む奈由に対し以前の遥の言葉を元に後に下着同好会となる「下着部」の創設を提案、後に発足した同好会に遥と共に参加した。
小町 陽樹（こまち ひろき）
声 - 佐藤雄大
他クラスの男子生徒で委員長。奈由からは「コマチ君」と呼ばれている。小学生の頃から奈由を知っており学校でも塾でも成績は常に彼女がトップ、自分は2番だったため一方的にライバル視していた。STEP.4終盤で慌てていた彼女にぶつかられて再会、STEP.5では話しかける機会を二度も逸しつつSTEP.6でようやく彼女に宣戦布告を行った（まともな登場はこの回から）。その後、下着同好会創設に向けた活動に悩む彼女に対し結果的に局面打開のヒントとなる率直な意見を述べた。何かにつけ上履きで彼女の頭を押さえつけたりするが基本的には面倒見のいい性格らしく、下着同好会に関しては経緯をほとんど知らずに半ば巻き込まれる形で協力している。「漢（おとこ）らしさ」にこだわって強がって見せるもののパンチラを目撃したり奈由に手を握られた際にうろたえるなど、照れ屋でもある。
下着部員勧誘目的で行われた「フィッティング」デモンストレーション中、当該教室付近を巡回、室内を覗いていた不埒な男子生徒と乱闘騒ぎを起こしこれが結果として部としての創設を絶望的なものにしたが後に奈由によって「下着同好会」が発足すると唯一の男子部員として参加した。
天原 清乃（あまはら きよの）
声 - 日笠陽子
奈由と同学年であり、陽樹のクラスメイト。茶髪のストレートロングヘアにスラっとしたスタイルが特徴。髪をかきあげるのが癖。短気で大人びた性格だが、お願いされると弱い一面がある。胸にコンプレックスを抱いている。
母・玲花の恋人の都筑のことが好きで、女らしさを磨くために下着同好会に入部をしたが下着に関する価値観が違う奈由とは何かと衝突したり下着に疎い水野先生に対しては厳しい態度をとったりしている。校内でも平然とメイクをしているため塚本先生から問題児として目を付けられている。
夏休みの後に母のメーカから下着の雑誌モデルになり、その切っ掛けで学校の生徒から下着同好会の見方が変わった。

### 手芸部
三島 紗絵（みしま さえ）
声 - 小平有希
奈由達のクラスメイト。小学校からの同級生で奈由達の活動を快く思っていない。3人組の中ではリーダー格。奈由達からは意地悪3人組と呼ばれている。
寺内 奈緒（てらうち なお）
声 - 永田依子
奈由達のクラスメイト。紗絵の親友の一人。
瀬戸 かおり（せと かおり）
声 - 杉浦奈保子
奈由達のクラスメイト。紗絵の親友の一人。貧血を起こしたところを奈由に助けられる（原作のみの設定）。
嶋田（しまだ）
声 - 大亀あすか
手芸部部員。奈由に下着を作ったことがないと断った。

### コミック文化研究会
原口 周（はらぐち あまね）
コミック文化研究会では女装しているが男子。2年C組。性同一性障害で下着同好会に興味を持ってやって来る。
岬（みさき）
会長。下着同好会には好意的で協力してくれる。
小日向（こひなた）
会員。三つ編みの眼鏡っ娘。たまにバニーガールのようなうさぎの耳を着けたヘアバンドを装着する。岬とは腐女子コンビを組む。

### 桜南中学校の生徒達
真矢（まや）、千草（ちぐさ）、亜由美（あゆみ）
声 - 水城レナ、庄司宇芽香、新名彩乃
演劇部。部長と副部長の2人は一々大袈裟なリアクションする変わり者で、清乃によるとあまり関りたくないタイプ。文化祭の演劇で、衣装の下着に協力してほしいと下着同好会に申し出る。また演劇の出演人数が足りないこともあり下着同好会に演劇の出演を提案する。
大竹 輝美（おおたけ てるみ）
奈由達のクラスメイト。遥の友人。大らかな性格。黒髪のツインテールのお下げ。更衣室のロッカは遥の隣。奈由から下着同好会の入会を勧められるが、奈由に手芸部に行った方がいいとアドバイスをした。

### 桜南中学校の先生方
水野 環（みずの たまき）
声 - 大原さやか
1年A組の副担任を務めている新任女性教師。下着同好会顧問。スタイルのいいグラマーな体型で特にバストは奈由の目算でFカップはある巨乳だが常にジャージを着ているなど衣服にはあまり気を遣わない性格らしく、著しく不適合な下着を着用していることを奈由に指摘された。新入生でありながら部活動を発足させようとする奈由の気概を酌み、彼女が作ろうとしている「下着部」に対しても理解を示そうとする。学生時代は奈由の義兄・圭吾の後輩で恋を抱いていた。
下着部顧問の打診を大熊先生より受け謙遜から一度は遠慮したものの、環自身の下着の誤りを熱心に正そうとする奈由を見て彼女が行う「フィッティング」デモンストレーションの立ち会い役を申し出た。結果的にイベントが失敗した後、下着同好会を創設した奈由により、なし崩し的にその顧問にされている。
文化祭が終わった後にアパートが火事で家を失し高遠先生の家に住むことになる。
塚本（つかもと）先生
声 - 真山亜子
手芸部顧問で年配の女性教師。生徒から「怖い先生」と言われている厳しい先生。
手芸部を訪れた奈由が打診した下着製作をその場で却下しその後、下着同好会創設について職員室を訪れた彼女にも反対の立場を表明した。
倫理的・常識的立場に立つ人物らしく学校として高い評価のできる成績優秀な奈由がともすればいかがわしく受け取られ評価を下げる原因となり得る下着についての部活動を進めることについて批判的な立場をとり、フィッティングデモンストレーションにおける問題を機に部の設立を認めない方針を打ち出した。その後清乃が雑誌に出たことで問題にするが、環先生の説得で下着同好会をある程度まで認めた。
大熊（おおくま）先生
声 - 宝亀克寿
1年A組の担任教師。禿げ上がった頭に眼鏡をかけた中年男性。柔道部の顧問も務める。大らかな先生らしく奈由の下着部構想にも少し驚いた程度で部活動創設方法について彼女に指導を行い、顧問に「下着については女性の方が理解できるだろう」と環を推薦した。
高遠（たかとお）先生
声 - 浅川悠
1年C組担任の女性教師。コミック文化研究会の顧問。環と仲が良く、やたら胸を揉みたがる。

### その他
葉山 圭吾（はやま けいご）
声 - 櫻井孝宏
奈由の義兄で、下着のデザイナー。奈由の義父の連れ子で、奈由からは「圭吾さん」と呼ばれている。両親が他界してからは家事をこなしながら奈由の面倒を見ており、彼女同様に下着に対する関心は強い模様。
鷺沢 葉子（さぎさわ ようこ）
声 - 高島雅羅
奈由の祖母。下着デザイナーで、かつては圭吾と共にブランド「ジュエリーズ」を営んでいた。奈由と圭吾の両親が亡くなってからは2人を引き取るが、忙しくてあまり面倒は見られなかった。奈由の下着観に多大な影響を与える。
コータ
声 - 高城元気
弥子の幼馴染み。神宮寺道場に通っている。
天原 玲花（あまはら れいか）
声 - 皆口裕子
清乃の母でアパレルメーカー「ボラリス」の社長。葉子の知り合いだった。
都筑（つづき）
声 - 森川智之
玲花の部下で恋人。
谷原（たにはら）先生
声 - 中村悠一
小学校の若手教師。奈由と紗絵らの元担任。紗絵らが憧れている先生。普段は誠実な青年だが、女性下着はいやらしい物としか考えておらず、下着同好会を作った奈由を一方的に批判して塚本に一喝される。

## 関連作品
しょーぶら!!
『コミックハイ!』のコミックマーケット72（2007年8月）向けセルフパロディ誌『こどものコミックハイ!』に寄稿された短編漫画（4ページ）。奈由の小学3年生時代を描いた外伝的作品。『ちゅーぶら!!』単行本第1巻巻末に収録されている。奈由はこの当時から下着にこだわりを持っていたようで、友達から「地味なくせにたまに派手なパンツを履いてくる、変な子」と思われていた。

## 書誌情報
- 中田ゆみ 『ちゅーぶら!! 』 双葉社〈アクションコミックス・コミックハイ!ブランド〉、全7巻
  1. 2007年10月12日発売、ISBN 978-4-575-83416-1
  2. 2008年5月12日発売、ISBN 978-4575-83483-3
  3. 2009年3月12日発売、ISBN 978-4-575-83591-5
  4. 2009年11月12日発売、ISBN 978-4-575-83693-6
  5. 2010年4月12日発売、ISBN 978-4-575-83753-7
  6. 2010年12月11日発売、ISBN 978-4-575-83848-0
  7. 2011年7月12日発売、ISBN 978-4-575-83927-2

## テレビアニメ
2010年1月から3月までAT-X、バンダイチャンネルにて放送された。全12話。バンダイチャンネルでは2009年12月24日 - 12月25日限定で第1話のオンライン試写配信された。

### スタッフ
- 原作 - 中田ゆみ（双葉社「コミックハイ!」）[1]
- 監督 - ひいろゆきな[1]
- シリーズ構成 - 吉田玲子[1]
- キャラクターデザイン - 谷津美弥子[1]
- プロップデザイン - 中野りょうこ
- ランジェリーデザイン - 安田京弘
- 美術監督 - 柴田千佳子
- 色彩設計 - 小林美穂
- 撮影監督 - 近藤靖尚
- 編集 - 平木大輔
- 音響監督 - 菊田浩巳
- 音楽 - 平野義久
- 音楽制作 - スターチャイルドレコード[1]
- プロデューサー - 山中隆弘、川崎とも子
- 企画・制作 - GANSIS
- アニメーション制作 - ZEXCS[1]
- 製作 - 桜南中学下着部

### 主題歌
オープニングテーマ「Choose Bright!!」
作詞 - 大森祥子 / 作曲・編曲 - 大久保薫
歌 - 葉山奈由（茅原実里）、神宮寺弥子（寿美菜子）、白石遙（矢作紗友里）、天原清乃（日笠陽子）
エンディングテーマ「Shy Girls」
作詞 - 蒼井琉々 / 作曲・編曲 - 宮崎誠
歌 - 葉山奈由（茅原実里）、神宮寺弥子（寿美菜子）、白石遙（矢作紗友里）、天原清乃（日笠陽子）
最終話エンディングテーマ「We Know」
作詞 - 大森祥子 / 作曲・編曲 - 宮崎誠
歌 - 葉山奈由（茅原実里）、神宮寺弥子（寿美菜子）、白石遙（矢作紗友里）、天原清乃（日笠陽子）

### 各話リスト
| 話数 | サブタイトル          | 脚本         | 絵コンテ     | 演出                  | 作画監督          | 総作画監督 | 収録BD・DVD |
| ---- | --------------------- | ------------ | ------------ | --------------------- | ----------------- | ---------- | ----------- |
| 1    | おとなパンツ!の女の子 | 吉田玲子     | ひいろゆきな | 磨積良亜澄            | 谷津美弥子        | -          | 第1巻       |
| 2    | この胸のふくらみを    | 吉田玲子     | 清瀬はるか   | 渡部穏寛              | 山本善哉          | 塩川貴史   | 第1巻       |
| 3    | 風の強い日            | G・TOMAHAWK  | 有明功一     | 吉村愛                | 安田京弘 村上真紀 | 谷津美弥子 | 第1巻       |
| 4    | それぞれのカタチ      | 雨宮ひとみ   | 有明功一     | 藤本ジ朗              | 相坂ナオキ        | 塩川貴史   | 第2巻       |
| 5    | 大人とコドモの間で    | 吉田玲子     | 森木政広     | 吉田りさこ            | 中野りょうこ      | 谷津美弥子 | 第2巻       |
| 6    | カゲキな思春期        | 雨宮ひとみ   | 山本寛       | 星野真                | 加藤真人          | 谷津美弥子 | 第2巻       |
| 7    | 揺れるオトコ心        | 大知慶一郎   | 森脇真琴     | 高林久弥              | 山村俊了          | 塩川貴史   | 第3巻       |
| 8    | 下着な夏合宿!         | 吉田玲子     | 有明功一     | 磨積良亜澄            | 山村俊了          | 塩川貴史   | 第3巻       |
| 9    | 中一の夏休み          | 雨宮ひとみ   | 森脇真琴     | 吉村愛                | 大庭小枝          | 谷津美弥子 | 第3巻       |
| 10   | ツンと胸を張って      | 大知慶一郎   | 森脇真琴     | 森脇真琴              | 藤岡真紀          | 谷津美弥子 | 第4巻       |
| 11   | 彼女といた午後        | 吉田玲子     | 森木政広     | 藤沢紗々              | 川島尚 立田眞一   | 谷津美弥子 | 第4巻       |
| 12   | あなたに逢うまでは    | ひいろゆきな | ひいろゆきな | ひいろゆきな 藤沢紗々 | 藤岡真紀 新田靖成 | 谷津美弥子 | 第4巻       |

### 放送局
| 放送地域 | 放送局             | 放送期間                | 放送日時           | 放送区分   | 備考                                |
| -------- | ------------------ | ----------------------- | ------------------ | ---------- | ----------------------------------- |
| 日本全域 | AT-X               | 2010年1月4日 - 3月22日  | 月曜 23:30 - 24:00 | CS放送     | 視聴年齢制限つき リピート放送あり   |
| 日本全域 | バンダイチャンネル | 2010年1月12日 - 3月30日 | 月曜 12:00 更新    | ネット配信 | 第1話は無料配信 第2話以降は有料配信 |

### WEBラジオ
『ちゅーぶら!! 下着同好会放送室』（ちゅーぶら!!したぎどうこうかいほうそうしつ）とは好評放送中のアニメちゅーぶら!!やその関連情報を紹介するラジオで、キャッチフレーズは「みなさん、恥ずかしがらず!かわいく!真面目（?）に!」がモットーである。パーソナリティは前半（第1回 - 第4回）は寿美菜子（神宮寺弥子役）と矢作紗友里（白石遥役）、後半4回（第5回 - 第8回）は茅原実里（葉山奈由役）と日笠陽子（天原清乃役）。
- 配信期間は、2010年2月2日から2010年5月11日まで全8回が音泉で隔週火曜日更新で配信されていた。
- 放送回数は○限目と表記された。
- バックナンバーは、スターチャイルド内公式サイトで視聴可能。

#### コーナー
OPショートドラマ
パーソナリティがOPに簡単なドラマを演じる。内容は毎回違う。他にもコーナの間にもドラマがあった。
ふつおた
アニメの感想やフリートークなどをするコーナー。　
下着同好会に続け!
奈由は「下着同好会」という常識ハズレの同好会を始めることができた。リスナーも趣味趣向を凝らし、何か新しい同好会を提案するもの。「同好会名」と「活動内容」をそれぞれ書き評価される。評価基準はパーソナリティー2人が賛同し入部届けが出れば祝・発足!となるが、1人でも賛同しないと廃部になるという過酷なものである。
大人と子供の境界線
奈由たちは、中学1年生という大人と子供の複雑な境界線にいるということで「お題」と「子供の行動」、「大人の行動」を考え送るもの。
（例）子供なら〜して、大人なら・・・する。
ちゅーぶら!!連絡帳
番組関連の商品やお知らせをするコーナー。

#### 放送回数／配信日など
| 放送回数 | 配信日        | 放送時間 | 備考 |
| -------- | ------------- | -------- | --- |
| 1限目    | 2010年 2月2日 | 41分19秒 | 寿と矢作パート開始。 |
| 2限目    | 2月16日       | 43分27秒 | - |
| 3限目    | 3月2日        | 41分58秒 | OPでは、寿が無類の麺好きであることで、蕎麦が登場した。                                                                       |
| 4限目    | 3月16日       | 44分22秒 | 寿のPSで、収録後にケーキをもらったとのこと。寿と矢作パート終了。                                                             |
| 5限目    | 3月30日       | 41分57秒 | 茅原と日笠パート開始。そして、前パーソナリティからのふつおたがあり、驚くというものだった。                                   |
| 6限目    | 4月14日       | 31分40秒 | - |
| 7限目    | 4月28日       | 43分24秒 | OPでは、駄菓子（モロッコヨーグル・どんどん焼き・きなこ棒・ふ菓子・糸引き飴など）と伊勢海老パウダー入りのせんべいが登場した。 |
| 8限目    | 5月11日       | 37分43秒 | 前回と同じく駄菓子（きなこ棒・笛ラムネ・すもも漬け・ガムなど）、おっぱい石鹸の差し入れがあった。茅原と日笠パート終了。       |

### 関連商品

#### Blu-ray、DVD
2010年3月24日から同年6月23日まで毎月1巻、スターチャイルドから発売された。
| 巻数 | 発売日        | 規格品番 | 規格品番  |
| 巻数 | 発売日        | Blu-ray  | DVD       |
| ---- | ------------- | -------- | --------- |
| 1    | 2010年3月24日 | KIXA-25  | KIBA-1748 |
| 2    | 2010年4月21日 | KIXA-26  | KIBA-1749 |
| 3    | 2010年5月26日 | KIXA-27  | KIBA-1750 |
| 4    | 2010年6月23日 | KIXA-28  | KIBA-1751 |

#### CD
| 発売日        | タイトル                                   | 規格品番     |
| ------------- | ------------------------------------------ | ------------ |
| 2010年2月10日 | Choose Bright!!                            | KICM-3199    |
| 2010年2月10日 | Shy Girls                                  | KICM-3200    |
| 2010年3月10日 | ちゅーぶら!! キャラクターソング 葉山奈由   | KICM–3203    |
| 2010年3月10日 | ちゅーぶら!! キャラクターソング 神宮寺弥子 | KICM–3204    |
| 2010年3月10日 | ちゅーぶら!! キャラクターソング 白石遥     | KICM–3205    |
| 2010年3月10日 | ちゅーぶら!! キャラクターソング 天原清乃   | KICM–3206    |
| 2010年4月21日 | CHU music×BRA drama                        | KICA-3111/12 |

#### トレーディングカード
テレビアニメ版のトレーディングカードが2010年10月28日にグラシアから発売。